# 風起洛陽〜神都に翔ける蒼き炎〜
『風起洛陽〜神都に翔ける蒼き炎〜』（ふうきらくよう しんとにかけるあおきほのお、原題：風起洛陽）は、2021年の中国のサスペンス時代劇テレビドラマ。全39話。監督は、総視聴回数が145.5億回を超えた大ヒット作「扶揺(フーヤオ)〜伝説の皇后〜」のシエ・ゾー。主演は『海上牧雲記 〜3つの予言と王朝の謎』の黄軒（ホアン・シュエン）、『陳情令』の王一博（ワン・イーボー）、ビクトリア。原作は「長安二十四時」の馬伯庸（マー・ボーヨン）の歴史小説『洛陽』。

## あらすじ
武則天が建立した王朝・武周、舞台となるのは神都・洛陽。
武則天は治世のため密告を奨励する制度を実施し、密告した者は入京を許され、密告された者は厳罰に処せられた。人々は恐怖におののき、やがて密告をする者はいなくなったのだが、太成3年、突然の密告者の出現から洛陽の街に不穏が忍び寄る。
不良井と呼ばれる貧民街でひっそりと暮らす高秉燭（こうへいしょく）は、5年前、皇太子襲撃事件に巻き込まれ仲間たちを失い、以降自分を許せず仇をとることだけが生きる目的となっていた。
そんなある時、密告をするために洛陽を訪れた父娘が殺害される事件が起きる。彼らが訪ねた相手は、工部尚書の父をもち、洛陽きっての食通として知られる百里弘毅（ひゃくりこうき）という御曹司。なぜ自分の元に密告者が訪れたのか、何不自由なく暮らしてきた彼には理由がわからなかったが、自身の婚礼の夜、なんと父親が何者かに殺害されてしまう。現場に居合わせた高秉燭に容疑がかかるが、犯人ではないと推理した百里弘毅は、独自に真相解明のため動き出す。
一方で、宮中警備を担う内衛・武思月（ぶしげつ）は、皇帝の命を受けて容疑者の高秉燭を追うが、彼の人となりを知るうちに真犯人が別にいることに気付く。
それぞれの想いから事件を追う3人は、やがて洛陽全体を巻き込んだ巨大な陰謀に近づいていく。

## 登場人物

### 主要人物
高秉燭（こうへいしょく）
演 - 黄軒（ホアン・シュエン）
貧民街不良井の出身。5年前に、事故に巻き込まれ一緒にいた仲間６人が何者かに殺されてしまった。それ以来、復讐する一心で犯人とされる秘密組織・春秋道を追い続ける。春秋道に近づくため、洛陽で起きた連続殺人の犯人として名乗り出る。
百里弘毅（ひゃくりこうき）
演 - 王一博（ワン・イーボー）
朝廷高官 百里延の次男（百里二郎）、百里寛仁の弟、柳然の夫。博識だが生まれつき情に欠ける。結婚式当日に父親が何者かに毒殺された。父親の事件の真相をさぐるため、高秉燭らと一緒に調査をする。美食家で彼が「尚可（まあまあ）」と評価すれば、その料理店が評判になるほど。
武思月（ぶしげつ）
演 - ビクトリア
月華君、武攸決の妹。名門出身ながらも家柄を隠し朝廷の護衛を務める。まじめな性格で洛陽を守るため日々奔走している。皇帝からの特命で洛陽で起きた連続殺人事件の調査を任せられる。

### 皇室と朝廷の関係者
皇帝/聖人
演 - 詠梅
武則天。洛陽の最高権力者。仏教への信仰心が厚い。天下を統治するため、内衛と聯昉(れんほう)を設立し、密告制度で国を治める。
李頓
演 - 王偉華
太子。モデルは唐の中宗皇帝。
李鹿
演 - 李淑婷
永川郡主、李頓の娘。
李訳忱
演 - 劉端端
東川王、皇帝の孫。
楊煥
演 - 劉夢珂
内舎人。皇帝の側近。モデルは上官婉児。
武攸決
演 - 張鐸
内衛奉御郎、内衛の最高権力者。武思月の兄、百里寛仁の友。
武慎行
演 - 寧文彤
晋王、武攸決・武思月の従兄。
李北七
演 - 張峻鳴
北斗君。武思月の幼馴染。
百里延
演 - 高曙光
工部尚書、百里寛仁・百里弘毅の父。
柳襄
演 - 張晞臨
巽山公、柳然・柳灃の叔父。留守の柳適に代わり柳家を管理している。
高升
演 - 馮暉
大理寺卿
裴諫
演 - 鄭家彬
大理事評事
宋涼
演 - 張興沢
兵部尚書

### 聯昉（れんほう）
都中の情報を集めている諜報機関。
公子楚
演 - 劉端端
諜報機関・聯昉(れんほう)の主事。常に仮面を付けている。その正体は皇帝の孫である東川王・李訳忱。
安白檀
演 - 張芷箖
公子楚の護衛。
韓冬青
演 - 于永海
聯坊の執事
華慶之
演 - 戴毅

### 河東柳氏
唐（武周）でも力を持つ名門一族。
柳適
演 - 施羽
柳然・柳灃の父、柳襄の兄、百里弘毅の岳父。不老不死を追い求め10年余り山に籠もっている。
柳然
演 - 宋軼
柳七娘、百里弘毅の妻、柳適の娘、柳襄の姪、柳灃の姉。名門河東柳家の嫡女。幼いころから百里弘毅を慕い、親同士の約束で百里弘毅と結婚する。
芸芝
演 - 王漪淼
柳家家僕、柳七娘の侍女。
柳灃
演 - 令卓
柳十郎、柳然の弟。
鳶飛
演 - 韓帥
巽山公の護衛。

### 河洛百里氏
百里寛仁
演 - 王霏
百里延の長男、百里弘毅の兄、武攸決の友。
申非
演 - 李燊
百里府侍衛、百里弘毅の側近。

### 不良井
神都の一角にある賤民が暮らす閉鎖された地区。
王登成
演 - 韓朔
高秉燭の友。
丑じい
演 - 従瑞麟
不良井の戸籍庫管理人。
白浪
演 - 蔣龍
商販、高秉燭の友。洛陽の事情通。

### 春秋道
要人暗殺を行う秘密組織。
掌秋使
演 - 曽一萱
春秋道二使の一人。
青夜
演 - 劉恩佳
春秋道の道徒
十六夜
演 -
5年前に高秉燭の仲間を殺害した春秋道の刺客。手戟の使い手。高秉燭が追い続けている仇敵。

### その他
窈娘
演 - 張儷
積善博坊の女将。以前高秉燭に助けられた時から交友がある。高秉燭を助ける。
宇文佩佩
演 - 蔡卓音
積善博坊の舞姫。柳灃からは春禾と呼ばれる。

## 挿入歌
| #  | タイトル                 | 作詞           | 作曲・編曲 | 歌手       |
| -- | ------------------------ | -------------- | ---------- | ---------- |
| 1. | 「長風送」(主題曲)       | 李雨           | 李雨       | ビクトリア |
| 2. | 「心念」(エンディング曲) | 黄詩扶、左木修 | 黄詩扶     | 黄詩扶     |
| 3. | 「无関」(挿入歌)         | 汪蘇瀧         | 汪蘇瀧     | 汪蘇瀧     |
| 4. | 「笑黄梁」(挿入歌)       | 呉建明         | 王遠行     | 李振寧     |
| 5. | 「天機」(挿入歌)         | 王耀揚         | 王耀揚     | 李常超     |
| 6. | 「風起洛陽」(挿入歌)     | 凱文           | Winky詩    | Winky詩    |